# Рюткёнен, Аулис
Аулис Рюткёнен (5 января 1929, Карттула — 16 апреля 2014, Хельсинки) — финский футболист, нападающий, игрок национальной сборной. Один из первых финнов, игравших в зарубежном чемпионате (Франция). Тренер сборной Финляндии с 1975 по 1978 год.

## Карьера
Отыграв 7 лет за КуПС, нападающий перешёл в «Тулузу», в составе которой он выиграл Кубок Франции. Когда во французском клубе у Рюткенёна возникли проблемы, он вернулся на родину.
Трижды (1949, 1950, 1952) признавался игроком года в Финляндии (по версии журналистов).

## В сборной
За сборную Финляндии сыграл 37 матчей и забил 7 мячей. После отъезда во Францию Аулис перестал вызываться в первую команду страны. Как тренер руководил сборной с 1976 года по 1980-й. Баланс матчей: 6:+ 2,= 1,- 3, 7-14.

## Достижения
- Чемпион Финляндии: 1964
- Обладатель Кубка Франции: 1957